# Suchań (gemeente)
De gemeente Suchań is een gemeente in powiat Stargardzki. Aangrenzende gemeenten:
- Dobrzany, Dolice, Marianowo en Stargard Szczeciński (powiat Stargardzki)
- Choszczno en Recz (powiat Choszczeński)

Zetel van de gemeente is in de stad Suchań.
De gemeente beslaat 8,7% van de totale oppervlakte van de powiat.

## Demografie
Stand op 30 juni 2004:
| Omschrijving                   | Totaal | Totaal | Vrouwen | Vrouwen | Mannen | Mannen |
| ------------------------------ | ------ | ------ | ------- | ------- | ------ | ------ |
| eenheid                        | aantal | %      | aantal  | %       | aantal | %      |
| inwoners                       | 4302   | 100    | 2139    | 49,7    | 2163   | 50,3   |
| bevolkingsdichtheid (inw./km²) | 32,4   | 32,4   | 16,1    | 16,1    | 16,3   | 16,3   |

De gemeente heeft 3,6% van het aantal inwoners van de powiat. In 2002 bedroeg het gemiddelde inkomen per inwoner 1355,48 zł.

## Plaatsen
- Suchań (Duits Zachan, stad sinds 1487)

Administratieve plaatsen (sołectwo) van de gemeente Suchań:
- Brudzewice, Modrzewo, Nosowo, Sadłowo, Słodkowo, Słodkówko, Suchanówko, Tarnowo, Wapnica en Żukowo.

Overig: Ininy, Kolonia Brudzewice, Podłęcze, Suchanki, Zaolzie, Zastawie.